# Cultura asturiana
A cultura asturiana ou asturiense é uma cultura arqueológica epipalaeolítica ou mesolítica identificada por uma única forma de artefacto: a picareta asturiana, encontrado apenas em locais costeiros da Península Ibérica, especialmente nas Astúrias Orientais e na Cantábria Ocidental.